# Стибер, Логан
Ло́ган Дже́фри Сти́бер (англ. Logan Jeffery Stieber; род. 24 января 1991 года) — американский спортсмен, борец вольного стиля. Победитель чемпионата мира 2016 года. Победитель Панамериканского чемпионата 2018. Четырёхкратный чемпион NCAA.

## Спортивная карьера
Стибер поступил в среднюю школу города Монровиль, штата Огайо и выиграл пять чемпионатов штата по борьбе по версии Атлетической ассоциация Высшей школы Огайо (OHSAA) , четыре в индивидуальном зачёте и командный титул для Монровиля в 2010 году, проиграв только один раз за свою школьную карьеру Дэвиду Тейлору. Завершил школьную спортивную карьеру с рекордом 184-1, а его 179 побед подряд по-прежнему являются рекордом OHSAA по состоянию на 2019 год.
После школы поступил в Университет штата Огайо, где стал одним из самых титулованных борцов в истории Национальной ассоциации студенческого спорта (NCAA). 21 марта 2015 года, выиграв в 4-й раз титул чемпиона, Стибер стал четвертым борцом в истории NCAA, выигравшим четыре индивидуальных национальных чемпионата. В том же 2015 году был удостоен приза Дэна Ходжа, присуждаемого лучшему участнику студенческих соревнований. Карьеру в NCAA завершил с рекордом 119-3. 
Успешно выступал во взрослой команде США по вольной борьбе. Становился чемпионом мира (2016), победителем (2018) и серебряным призёром (2017) Кубка мира, победителем (2018) и бронзовым призёром (2017) Панамериканского чемпионата.